# Station Roelofarendsveen

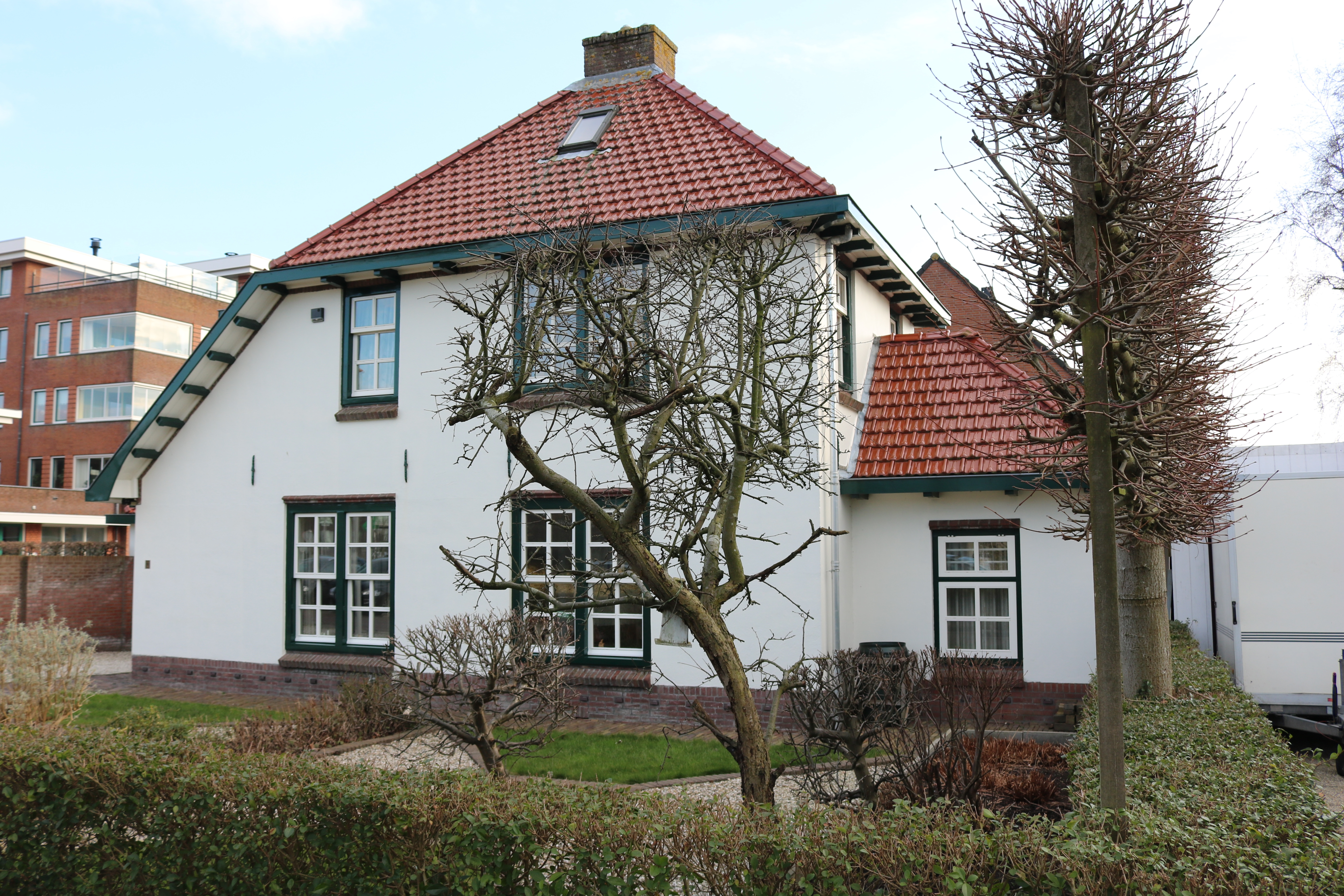
Wachterswoning bij voormalig station Roelofarendsveen

Station Roelofarendsveen is een voormalig spoorwegstation in Roelofarendsveen aan de spoorlijn Hoofddorp - Leiden Heerensingel. Het station werd geopend op 3 augustus 1912 en gesloten op 1 januari 1936.
Het stationsgebouw, van het Standaardtype HESM, werd in 1911 gebouwd en weer gesloopt in 1938. In 1912 werd er een baanwachterswoning gebouwd. Deze woning staat er tot de dag van vandaag nog steeds.